# Jordi Sarsanedas
Jordi Sarsanedas i Vives (Barcelona, 1924 - 16 de noviembre de 2006) fue un escritor y poeta español. Presidente del Ateneo Barcelonés entre 1998 y 2002.

## Biografía
Licenciado en Letras por la Universidad de Toulouse, ejerció de profesor de lengua y literatura francesa en su ciudad natal, en el colegio AULA, Escola Europea (donde le hicieron un homenaje hace poco). Comenzó su larga trayectoria poética en 1948 con A trenc de sorra, trayectoria que se resume en su volumen Fins a un cert punt 1989. Con el conjunto narrativo Mites, de 1954, obtuvo su primer éxito destacado y el reconocimiento como uno de los primeros cuentistas revelación de la posguerra, obteniendo el Premio Mercè Rodoreda de cuentos y narraciones. 
En 1998 fue elegido presidente del Ateneo Barcelonés y, más tarde, decano de la Institució de les Lletres Catalanas. Recibió el Premi d'Honor de les Lletres Catalanes en 1994. En 1999 recibió el Premio Nacional de la Crítica (en poesía en catalán) por su poemario Cor meu, el món (Corazón mío, el mundo).
El fondo personal de Jordi Sarsanedas i Vives se conserva en la Biblioteca de Cataluña.